# Carlos Alhinho
Carlos Alhinho (São Vicente, 10 januari 1949 - Benguela, 31 mei 2008) was een Portugese voetballer en voetbaltrainer.

## Spelerscarrière
Alhinho werd geboren op Kaapverdië, maar verhuisde op jonge leeftijd naar Portugal. Daar maakte in 1968 hij z'n debuut bij Académica Coimbra. Na drie seizoenen tekende hij bij Sporting Lissabon, waar hij een absolute sterkhouder werd en in 1974 landskampioen. Hij trok naar Spanje, waar hij voor Real Betis tekende. Dat werd geen succes en na 6 maanden trok hij weer naar Portugal, waar hij voor FC Porto ging spelen. Alweer zes maanden later trok hij naar Benfica. Hij ging één seizoen in België spelen bij RWDM en trok dan weer naar Benfica, waar hij tot 1981 speelde - op een uitleenbeurt aan New England Tea Men na. Hij speelde daarna nog voor Portimonense SC en SC Farense. In 1984 stopte hij met voetballen.
Alhinho kwam 15 keer uit voor de Portugese nationale ploeg. Hij maakte z'n debuut op 28 maart 1973 tegen Noord-Ierland, zijn laatste interland was op 5 mei 1982 tegen Brazilië.

## Trainerscarrière
Meteen nadat hij z'n spelerscarrière had stopgezet, werd Alhinho coach. Hij begon bij Lusitano Évora in 1984. Hij werd bondscoach van Kaapverdië en Angola (2 keer). Hij trainde clubs in Portugal, Angola, Spanje, Qatar, Bahrein en Saoedi-Arabië.

## Overlijden
Alhinho overleed op 31 mei 2008 na een val in een liftschacht in Angola. Hij onderhandelde in een hotel over een contract met Primùero de Maio. Hij dacht dat hij in een lift stapte, maar stapte in een liftschacht en viel zes verdiepingen naar beneden. Hij overleed even later in een ziekenhuis aan zijn verwondingen.